# 南日本銀行
株式会社南日本銀行（みなみにっぽんぎんこう）は、鹿児島県鹿児島市山下町に本店を置く第二地方銀行。通称は「南銀（なんぎん）」。

## 店舗
本店をおく鹿児島市内を中心とした鹿児島県内のほか、熊本県（熊本市・玉名市・八代市・人吉市）・宮崎県（宮崎市・都城市）・福岡県（福岡市・北九州市）及び東京都に店舗を構える。東京支店は空中店舗（ATMなし）であり、現在は九州の第二地銀協加盟行で唯一、東京に支店を置いている。
本店は、1937年、鹿児島無尽時代に建てられたルネサンス様式とゼツェシオン様式の混合様式で建築されたもので、登録有形文化財となっている。
2009年、金融庁は金融機能強化法に基づく公的資金の注入を決定、公的資金注入行となった。

## 歴史
1913年に東国分村（現在の霧島市）にて合資会社として設立された同仁貯金合資会社を発祥としており、その後、無尽隅州産業資金合資会社、隅州産業無尽合資会社を経て、株式会社に転換して鹿児島無尽株式会社と商号を変更する。第一産業無尽や大島無尽、富国無尽、鹿児島相互無尽と合併し、本社を鹿児島市に移した。
1951年に相互銀行法施行に伴い、株式会社旭相互銀行に商号変更し、南九州殖産無尽や大平殖産無尽の営業を譲り受ける。なお商号は本社が朝日通りに面していたことによると「旭相互銀行史」は記述している。
1989年に普通銀行へ転換して現在の商号となる。

### 沿革
- 1913年（大正2年） 9月 - 同仁貯金合資会社が設立される。
- 1951年（昭和26年）10月 - 相互銀行法施行に伴い、株式会社旭相互銀行に商号変更。
- 1977年（昭和52年）8月 - 相銀九州共同オンラインセンター（現・システムバンキング九州共同センター）による第一次オンラインシステム稼働。
- 1984年（昭和59年）11月 - 第二次オンラインシステム稼働。
- 1987年（昭和62年）10月5日 - 福岡証券取引所に株式上場。
- 1989年（平成元年） 2月 - 普通銀行へ転換し、株式会社南日本銀行に商号変更。
- 1995年（平成7年）5月 - 第三次オンラインシステム稼働。
- 2009年（平成21年）3月 - 第三者割当方式によるA種優先株式150億円発行(公的資金の注入)。
- 2013年（平成25年）10月 -WIN-WINネット業務開始[6]
- 2021年（令和3年）9月 - 85億円の第三者割当増資を行い、鹿児島銀行や岩崎育英文化財団、南国殖産などの地元有力企業や、鹿児島信用金庫、鹿児島相互信用金庫、奄美信用組合、鹿児島興業信用組合などの地元金融機関、鹿児島テレビ放送、南日本放送、南日本新聞社、鹿児島讀賣テレビ、鹿児島放送などの地元メディア、宮崎太陽銀行などの近隣他県の金融機関に優先株式85万株を割当。時価総額55億円の当行株式の普通株式転換での希釈化率は最大で2倍超となる[4]。

## 関連会社
- なんぎんリース株式会社 - リース業務
- 南九州サービス株式会社 - 現金等の輸送・警備業務
- なんぎんキャピタル - ファンドの組成・運営業務[7]

## 自動機サービス

### 南日本銀行ATMでの取扱い
自動機未設置の東京支店及び他行との共同利用ATMを除き、西日本シティ銀行・福岡中央銀行・佐賀共栄銀行・長崎銀行・熊本銀行・豊和銀行・宮崎太陽銀行・沖縄海邦銀行のキャッシュカードによる出金については自行扱いとなる。
また、SBK（システムバンキング九州共同センター）加盟6行（南日本銀行・福岡中央銀行・佐賀共栄銀行・長崎銀行・豊和銀行・宮崎太陽銀行）の通帳・キャッシュカードでも、各行ATM相互間でのカードによる入出金・通帳による入金・記帳も可能（ただし本サービスによる相互利用については、各加盟行の個人性口座のキャッシュカード（ローンカード含む）と個人性口座の総合口座通帳のみの取り扱いとなる）。なお熊本銀行の通帳については、2009年1月4日付けでSBK離脱及び福岡銀行のシステムへの移行に伴い、南日本銀を含むSBK加盟6行のATMでは旧式・新式の各通帳を問わず利用できなくなった（その逆の場合も同様。<詳細は熊本銀行#概要を参照>）。なお、熊本銀⇔南日本銀とのカード相互入金については引き続き手数料無料となる。

### コンビニ店内店舗外ATM
- コンビニATM鹿児島県の事例 - （鹿児島県内のローソンの下記の店舗で独自に設置している）

【コンビニ店内店舗外ATM設置店舗(平成25年10月3日現在)】
(▲は旧サンクスからの転換)
| 県名     | 市名     | 店名     | 店名              | 店名                  | 店名                | 店名                | 店名                            |
| -------- | -------- | -------- | ----------------- | --------------------- | ------------------- | ------------------- | ------------------------------- |
| 鹿児島県 | 鹿児島市 | ローソン | ▲鹿児島宇宿町店   | ▲鹿児島錦江町店       | ▲鹿児島小野三丁目店 | ▲照国神社前店       | ▲鹿児島小山田店                 |
| 鹿児島県 | 鹿児島市 | ローソン | ▲鹿児島東千石店   | ▲鹿児島唐湊新川店     | ▲鹿児島武岡五丁目店 | ▲下田三文字店       | ▲鹿児島中央バスターミナルビル店 |
| 鹿児島県 | 鹿児島市 | ローソン | ▲鹿児島谷山中央店 | ▲鹿児島西伊敷七丁目店 | ▲鹿児島喜入中名店   | ▲鹿児島西田三丁目店 | 鹿児島中央駅前店                |
| 鹿児島県 | 鹿児島市 | ローソン | 鹿児島北ふ頭店    | 鹿児島中山中津店      | 新栄店              | -                   | -                               |
| 鹿児島県 | 日置市   | ローソン | 伊集院麦生田店    | -                     | -                   | -                   | -                               |

## 文化財
- 南日本銀行本店
  - 1937年に建造された西洋館で、1998年12月11日に国の登録有形文化財に登録された[8]。

## CM・広告
- 石川紗彩（CM、ポスターに出演）

## ギャラリー

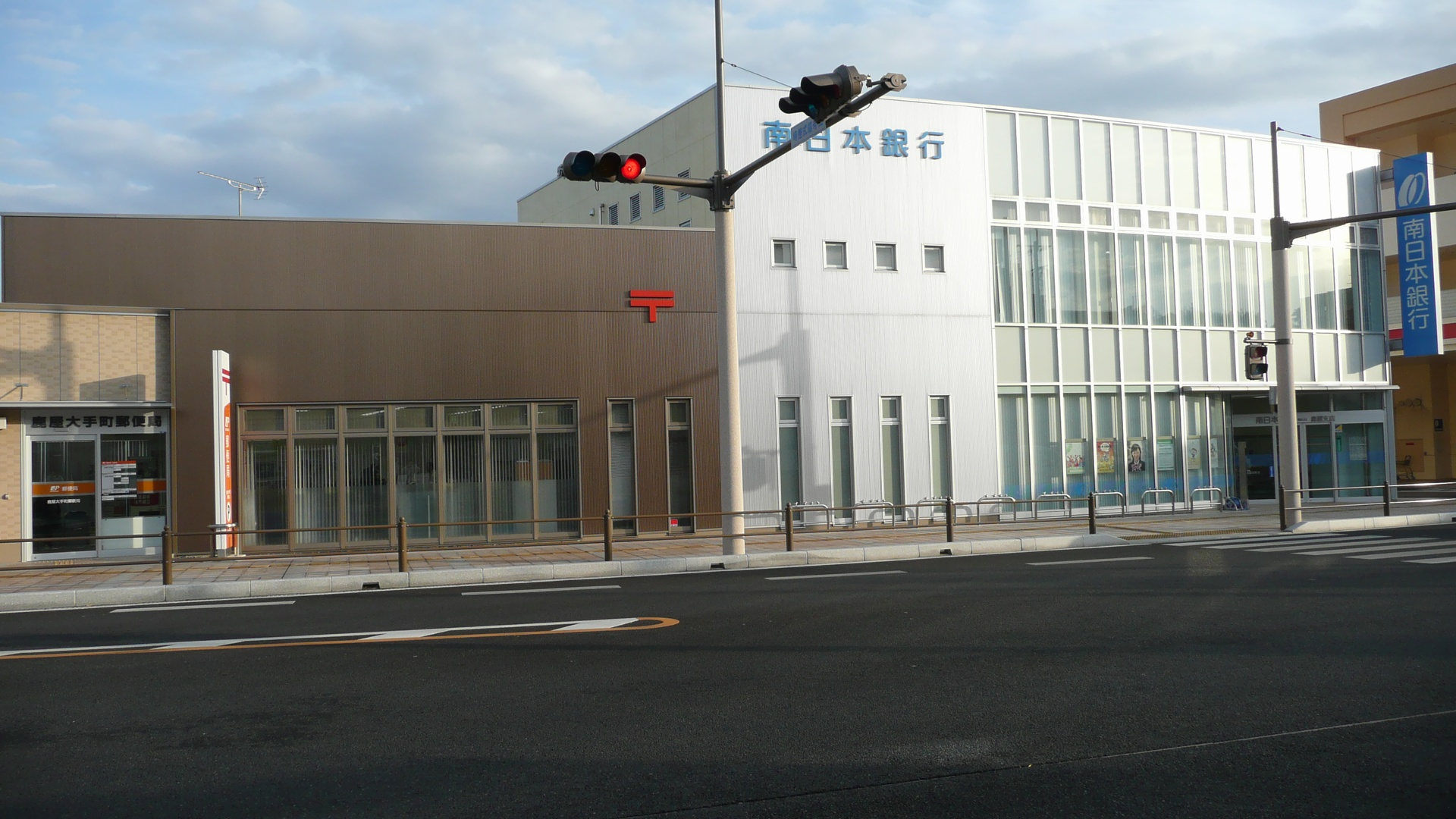
鹿屋支店
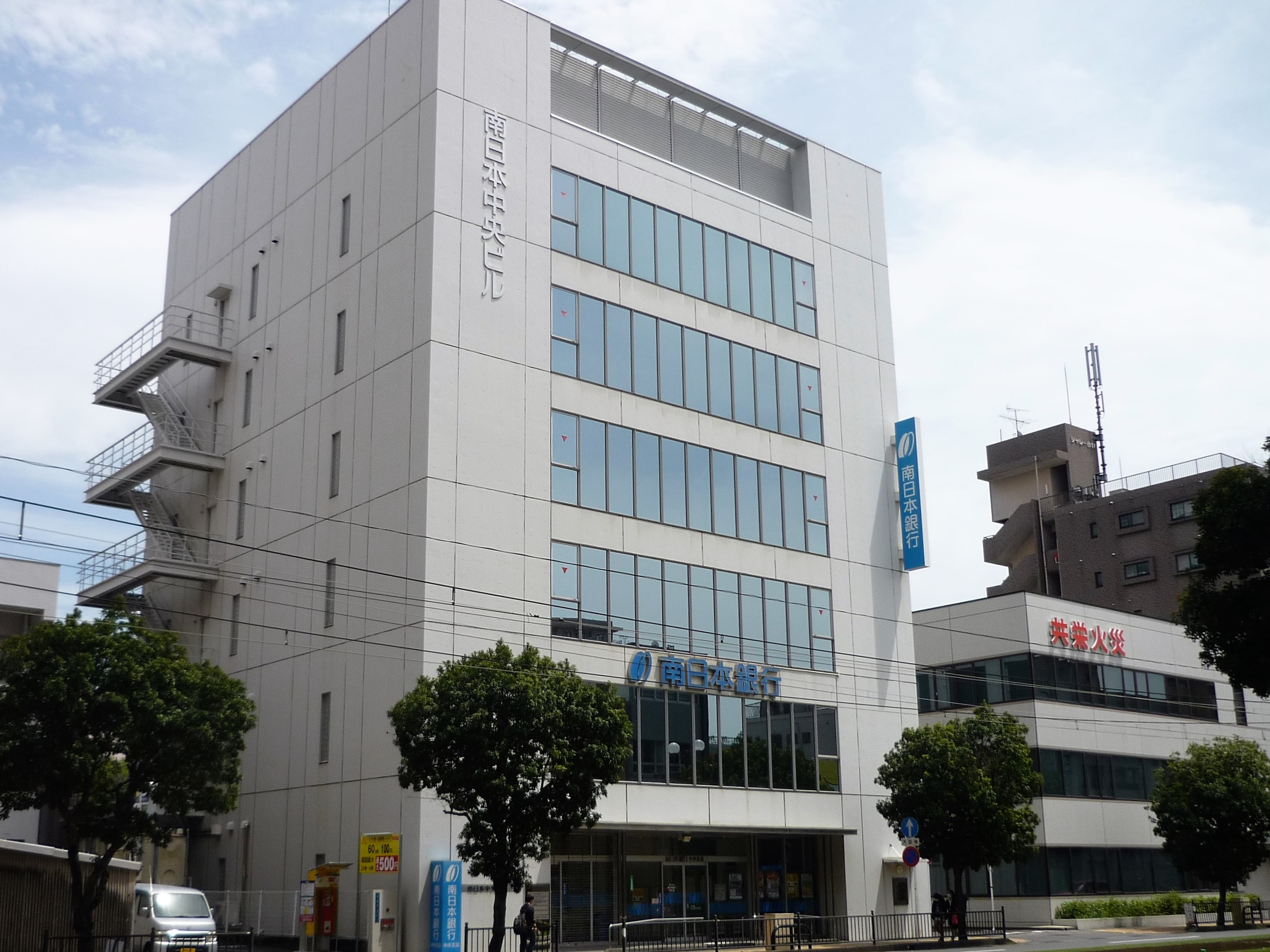
中央支店（鹿児島市）
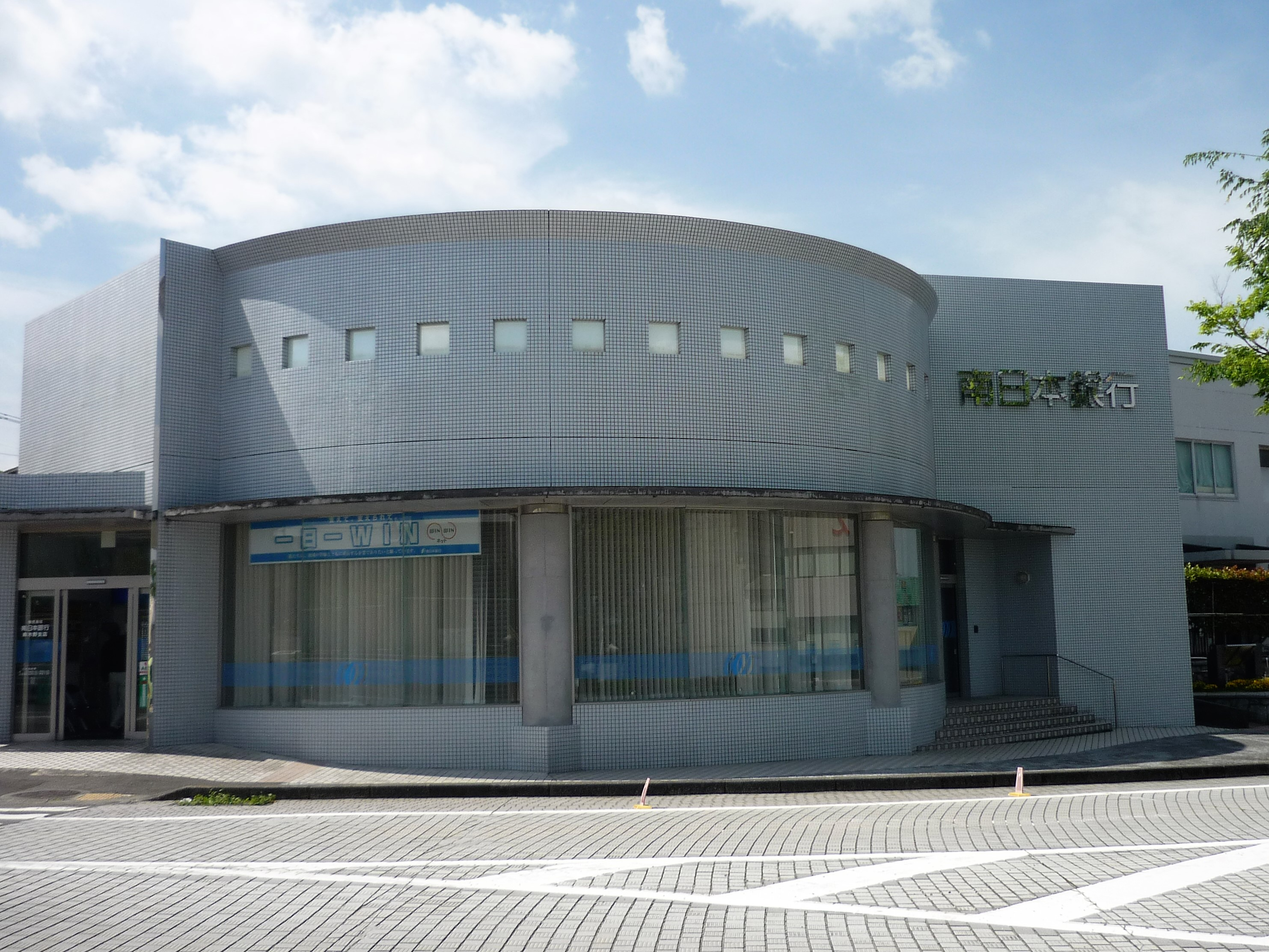
串木野支店
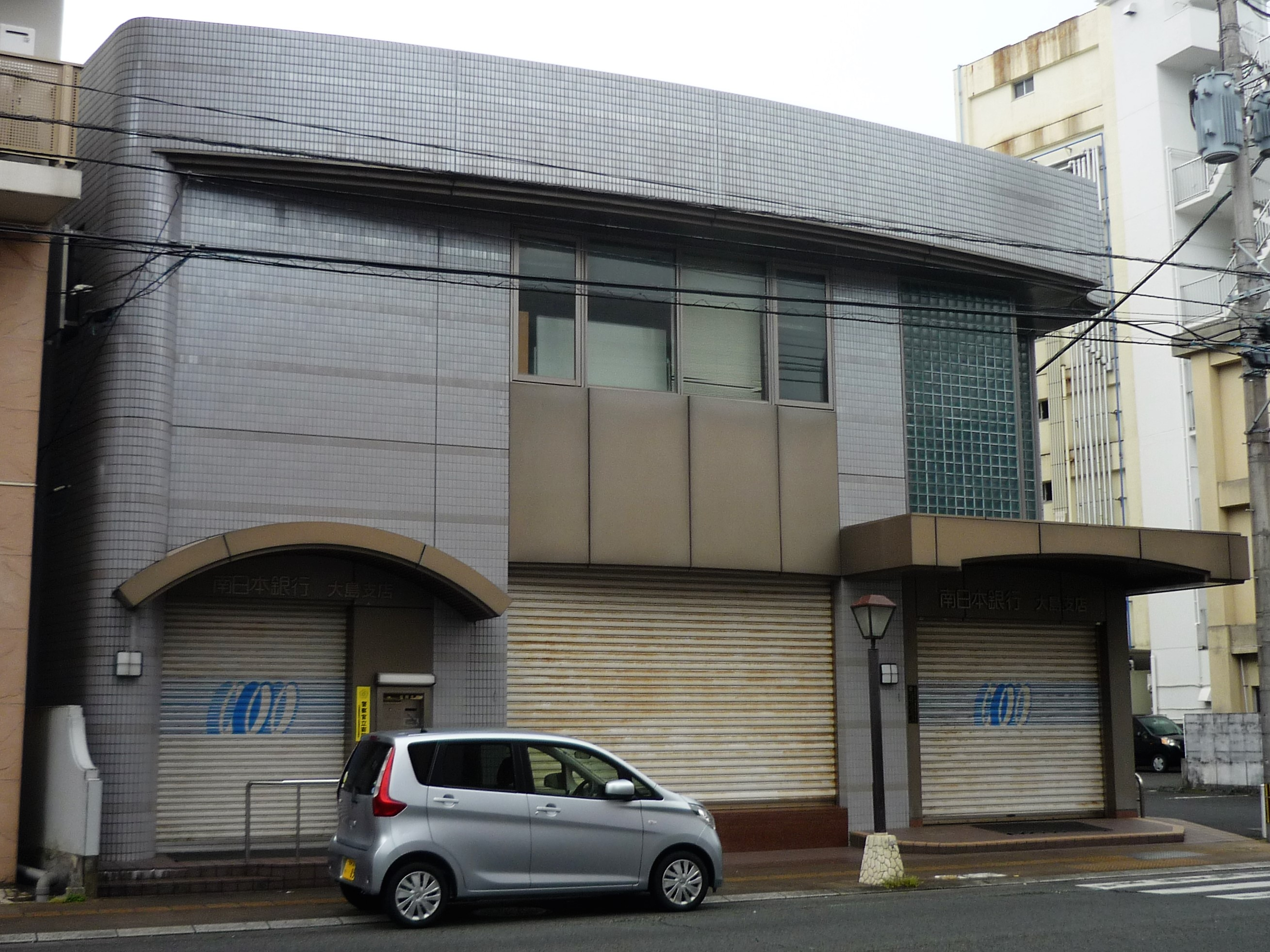
大島支店